# Ty Hardin
Pour les articles homonymes, voir Hardin.
Ty Hardin, né Orton (ou Orison) Whipple Hungerford Jr., est un acteur américain le 1er janvier 1930 à New York (État de New York) et mort le 3 août 2017 à Huntington Beach (Californie).

## Biographie

### Mort
Ty Hardin s'éteint le 3 août 2017 à l'âge de 87 ans à Huntington Beach (Californie).

### Vie privée
En 1958, Hardin a changé son nom légalement d'Orison Whipple Hungerford Jr. en Ty Hardin. Il explique ce changement pour une question de commodité.
Ty Hardin a eu 8 épouses :
1. Nancy (1952 – ?) 2 enfants
2. Andra Martin (1958 – ?) 2 enfants
3. Marlene Schmidt (1962 – 1966) 1 enfant
4. Francine Nebel (1966 – ?) 1 enfant
5. Jenny Atkins (1971 – 1974)
6. Lyndell (1974 – ?) 1 enfant
7. Judy McNeill (1978 – 2007) 3 enfants
8. Caroline (2007 – 2017)

## Filmographie

### Cinéma
- 1958 : The Space Children de Jack Arnold : Sentry
- 1958 : As Young as We Are : Roy Nielson
- 1958 : Les Monstres sur notre planète (I Married a Monster from Outer Space) de Gene Fowler Jr. : Mac Brody
- 1958 : Les Boucaniers (The Buccaneer) d'Anthony Quinn
- 1959 : Le Dernier train de Gun Hill (Last Train from Gun Hill) : un  cowboy paresseux
- 1962 : Les maraudeurs attaquent (Merrill's Marauders) de Samuel Fuller : 2d Lieutenant Lee Stockton
- 1962 : Les Liaisons coupables (The Chapman Report) de George Cukor : Ed Kraski
- 1963 : Patrouilleur 109 (PT 109) de Leslie H. Martinson : Enseigne Leonard J. Thom
- 1963 : Wall of Noise de Richard Wilson : Joel Tarrant
- 1963 : Palm Springs Weekend de Norman Taurog : Doug « Stretch » Fortune
- 1965 : La Bataille des Ardennes (Battle of the Bulge) de Ken Annakin : Lieutenant Schumacher
- 1965 : El Hombre del valle maldito : Johnny Walscott
- 1966 : La Pampa sauvage (Savage Pampas) d'Hugo Fregonese : Miguel Carreras
- 1967 : Cible mouvante (Bersaglio mobile) de Sergio Corbucci : Jason
- 1967 : One Step to Hell : Lieutenant King Ray
- 1967 : Ragan de José Briz Méndez et Luciano Lelli : Lee Ragan
- 1967 : Le Cercle de sang (Berserk !) de Jim O'Connolly : Frank Hawkins
- 1967 : Custer, l'homme de l'Ouest (Custer of the West) de Robert Siodmak : Major Marcus Reno
- 1967 : Caccia ai violenti, de Nino Scolaro : Lt King Edwards
- 1970 : Rekvijem
- 1971 : Terrible Day of the Big Gundown (Quel maledetto giorno della resa dei conti) de Sergio Garrone : Jonathan Benton
- 1971 : Le Jour du jugement (Il Giorno del giudizio) de Mario Gariazzo : l'étranger
- 1971 : The Last Rebel : le shérif
- 1971 : Acquasanta Joe de Mario Gariazzo : Jeff Donovan
- 1972 : Avanti! de Billy Wilder : le pilote d'hélicoptère
- 1972 : Sacramento (Sei iellato amico, hai incontrato Sacramento) de Giorgio Cristallini : Jack Thompson « Sacramento »
- 1975 : Arpad - Zwei Teufelskerle räumen auf
- 1980 : Image of the Beast de Donald W. Thompson : le missionnaire
- 1983 : Rooster: Spurs of Death! : le Texan
- 1985 : The Zoo Gang de Pen Densham : Dean Haskell
- 1990 : Bad Jim : Tom Jefferd
- 1991 : Born Killer : le shérif Stone
- 1993 : L'Équipée infernale (Rescue Me) : le shérif Gilbert

### Télévision
- 1969 : Aventures australes (Riptide) (série TV) : Moss Andrews
- 1977 : Horizons en flammes (Fire!) (TV) de Earl Bellamy : Walt Fleming
- 1988 : La Rivière rouge (Red River) (TV) : Cotton
- 1997 : Noi siamo angeli (feuilleton TV) : Blind exorcist